# Миераг (Бихор)
Миераг (рум. Mierag) насеље је у Румунији у округу Бихор у општини Таркаја. Oпштина се налази на надморској висини од 247 m.

## Становништво
Према подацима из 2002. године у насељу је живело 212 становника, од којих су сви румунске националности.